# Élections législatives de 1885 dans l'Aude
Les élections législatives de 1885 ont eu lieu les 4 et 18 octobre 1885.

## Députés élus
|   | Député élu          |  | Groupe parlementaire |
| - | ------------------- |  | -------------------- |
| 1 | Jean Marty          |  | Union des gauches    |
| 2 | Pierre Papinaud     |  | Union des gauches    |
| 3 | Adolphe Turrel      |  | Non-inscrit          |
| 4 | Émile Wickersheimer |  | Extrême gauche       |
| 5 | Ferdinand Théron    |  | Extrême gauche       |

## Résultats à l'échelle du département

### Moyenne par liste
| Listes         | Listes                    | Premier tour | Premier tour | Deuxième tour, | Deuxième tour, | Sièges |
| Listes         | Listes                    | Voix         | %            | Voix           | %              | Sièges |
| -------------- | ------------------------- | ------------ | ------------ | -------------- | -------------- | ------ |
|                | Liste monarchiste         | 26 379       | 38,55        | 29 137         | 39,42          | 0      |
|                | Liste républicaine        | 20 772       | 30,36        | 44 096         | 59,66          | 5      |
|                | Liste radicale-socialiste | 20 343       | 29,73        | 44 096         | 59,66          | 5      |
|                | Divers                    | 1 896        | 2,77         |                |                | 0      |
|                |                           |              |              |                |                |        |
| Inscrits       | Inscrits                  | 96 931       | 100,00       | 96 931         | 100,00         | 5      |
| Votants        | Votants                   | 68 762       | 70,94        | 74 159         | 76,51          |        |
| Abstention     | Abstention                | 28 169       | 29,06        | 22 772         | 23,49          |        |
| Blancs et nuls | Blancs et nuls            | 336          | 0,49         | 242            | 0,33           |        |
| Exprimés       | Exprimés                  | 68 426       | 99,51        | 73 917         | 99,67          |        |

### Par candidats
| Candidat       | Candidat                | Tendance            | Premier tour | Premier tour | Deuxième tour, | Deuxième tour, |
| Candidat       | Candidat                | Tendance            | Voix         | %            | Voix           | %              |
| -------------- | ----------------------- | ------------------- | ------------ | ------------ | -------------- | -------------- |
|                | Castel                  | Monarchiste         | 26 794       | 39,16        | 29 573         | 40,01          |
|                | Lazare-Anduze           | Monarchiste         | 26 554       | 38,81        | 29 509         | 39,92          |
|                | Paul de Cassagnac       | Bonapartiste        | 26 519       | 38,76        | 28 857         | 39,04          |
|                | Lambert de Sainte-Croix | Monarchiste         | 26 132       | 38,19        | 28 761         | 38,91          |
|                | Charles de Lordat       | Monarchiste         | 25 898       | 37,85        | 28 983         | 39,21          |
|                |                         |                     |              |              |                |                |
|                | Jean Marty              | Républicain modéré  | 22 466       | 32,83        | 44 741         | 60,53          |
|                | Pierre Papinaud         | Républicain modéré  | 21 050       | 30,76        | 43 813         | 59,27          |
|                | Adolphe Turrel          | Républicain modéré  | 20 907       | 30,55        | 44 224         | 59,83          |
|                | Eugène Mir              | Républicain modéré  | 20 027       | 29,27        | Se retire      | Se retire      |
|                | Delmas                  | Républicain modéré  | 19 412       | 28,37        | Se retire      | Se retire      |
|                |                         |                     |              |              |                |                |
|                | Émile Wickersheimer     | Républicain radical | 21 042       | 30,75        | 43 700         | 59,12          |
|                | Ferdinand Théron        | Républicain radical | 20 803       | 30,40        | 44 002         | 59,53          |
|                | Digeon                  | Socialiste          | 20 619       | 30,13        | Se retire      | Se retire      |
|                | Camille Pelletan        | Républicain radical | 20 212       | 29,54        | Se retire      | Se retire      |
|                | Ernest Ferroul          | Socialiste          | 19 041       | 27,83        | Se retire      | Se retire      |
|                |                         |                     |              |              |                |                |
|                | Divers                  | Divers              | 1 896        | 2,77         |                |                |
|                |                         |                     |              |              |                |                |
| Inscrits       | Inscrits                | Inscrits            | 96 931       | 100,00       | 96 931         | 100,00         |
| Votants        | Votants                 | Votants             | 68 762       | 70,94        | 74 159         | 76,51          |
| Abstention     | Abstention              | Abstention          | 28 169       | 29,06        | 22 772         | 23,49          |
| Blancs et nuls | Blancs et nuls          | Blancs et nuls      | 336          | 0,49         | 242            | 0,33           |
| Exprimés       | Exprimés                | Exprimés            | 68 426       | 99,51        | 73 917         | 99,67          |